# Estádio Valdeir José de Oliveira
O Estádio Municipal Valdeir José de Oliveira é um estádio de futebol localizado na cidade goiana de Goianésia. 
O Estádio foi inaugurado em 1970 em uma partida entre Goianésia e o Maracanã, um clube da cidade de Anápolis, jogo que foi uma preliminar de Goiás 2 X 4 Goiânia. 
O estádio recebeu o nome de Estádio Municipal Castelo Branco em homenagem ao ex-presidente da República. Nos anos 90 o estádio foi rebatizado de Valdeir José de Oliveira (um dos pioneiros do clube).
Tem capacidade para 8.110 pessoas.